# AMX-50 Foch
AMX-50 Foch – francuski prototypowy niszczyciel czołgów zaprojektowany na potrzeby francuskiej armii pod koniec lat 40. XX wieku, prototyp został wyprodukowany w roku 1950, a w roku 1951 kilka kolejnych egzemplarzy pojazdu było gotowych do testów. Pojazd ten dostał się do służby przed rokiem 1952.
Pojazd został zaprojektowany na bazie francuskiego czołgu ciężkiego AMX-50, został nazwany na cześć francuskiego marszałka Ferdinanda Focha. Rozwój identycznego uzbrojenia wieży w czołgu AMX-50 doprowadził de facto do rezygnacji z kontynuowania projektu.